# Combiné nordique sur grand tremplin aux Jeux olympiques de 2018
Pour des articles plus généraux, voir Combiné nordique aux Jeux olympiques de 2018 et Jeux olympiques d'hiver de 2018.
Navigation
Sotchi 2014 Pékin 2022
L'épreuve individuelle de combiné nordique saut sur grand tremplin aux Jeux olympiques de 2018 a lieu le 20 février 2018 à Pyeongchang.
L'épreuve est composée d'un saut et d'une course de ski de fond de 10 km. Les points obtenus lors du saut sont convertis en secondes et les athlètes partent selon le classement du saut lors de la course de ski de fond. L'arrivée de la course de ski de fond détermine le classement final.
Quarante-huit athlètes représentant seize nations participent à cette compétition. Le concours de saut est dominé par le Japonais Akito Watabe devant le Norvégien Jarl Magnus Riiber et l'Autrichien Wilhelm Denifl. Les Allemands Johannes Rydzek, Fabian Riessle et Eric Frenzel, placés de la quatrième à la sixième place après le saut, réussissent un triplé. Il s'agit du premier triplé en combiné nordique depuis 1936.

## Organisation

### Sites

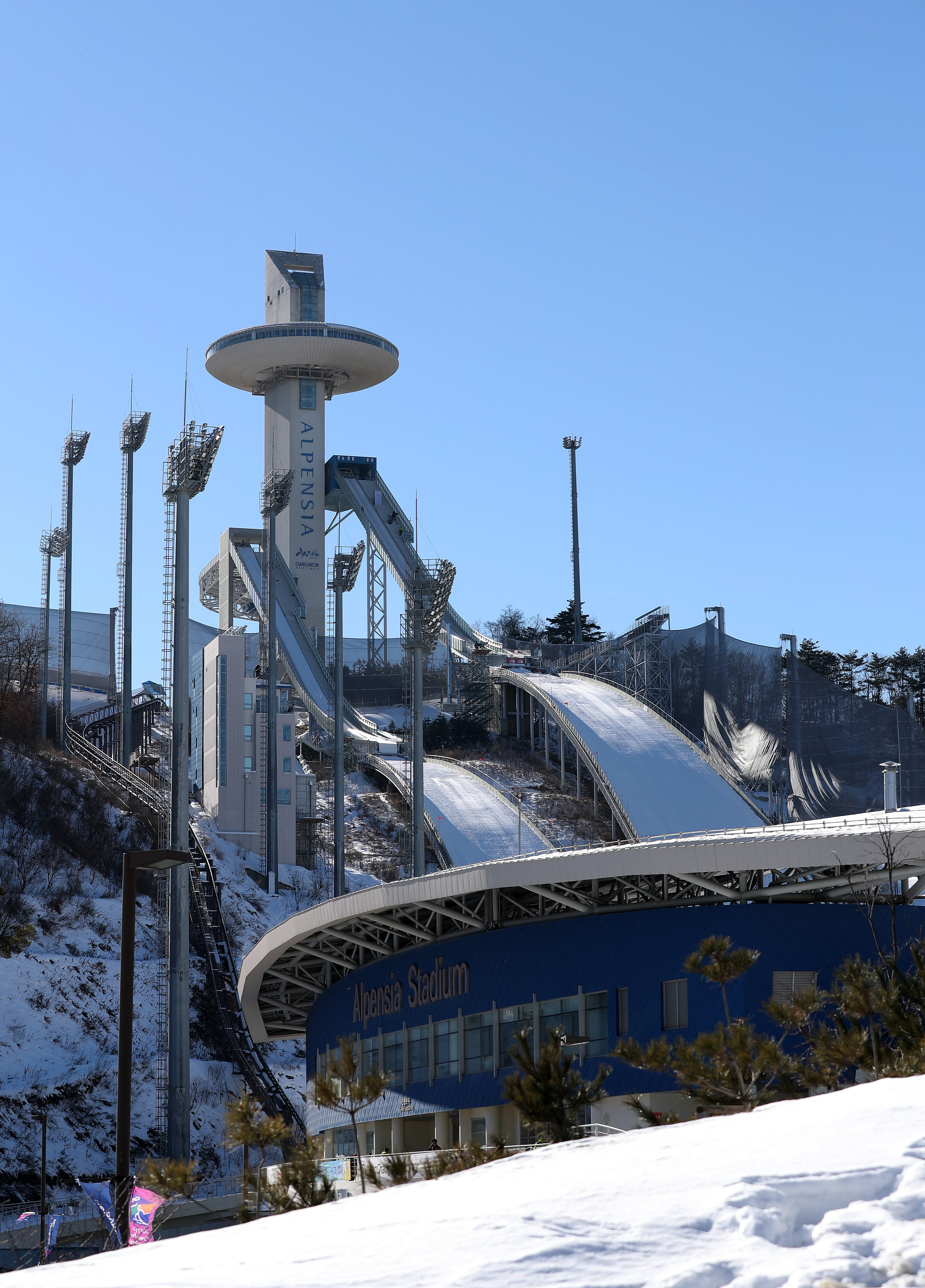
Le petit tremplin (K98) à gauche et le grand (K 125) à droite.

La construction du tremplin a débuté en 2008 et celui-ci a été inauguré en 2009,. Le complexe compte cinq tremplins : K125, K98, K60, K35 et K15. L'ensemble a coûté une cinquantaine de millions d'euros. À l'origine, la capacité était de 13 500 places (11 000 places assisses et 2 000 places debout). Cependant, en raison des faibles affluences lors de compétitions, la capacité du tremplin est réduite à 8 500 places (6 300 places assises et 2 200 places debout). Le tremplin est situé dans une zone très exposée au vent — un parc d'éoliennes est à proximité — et un filet de protection réduisant le vent a dû être installé. Le record du tremplin K 125 (HS 140) est de 143,5 mètres. Il est détenu par le Japonais Ryoyu Kobayashi le 16 février 2018 qui l'a réalisé lors des qualifications de l'épreuve de saut quelques jours plus tôt.
La course de ski de fond a lieu à proximité du tremplin au centre de biathlon et de ski de fond d'Alpensia.
Le site a été construit en 1998. Des travaux de modernisation ont eu lieu en 2009 puis en 2016. Le site a accueilli les Jeux asiatiques d'hiver de 1999 puis les Jeux olympiques spéciaux 2013 (en). Le site compte deux pistes compte deux pistes : une « bleue » de 3,75 km pour le style libre et une « rouge » de la même distance pour le style classique. Le site a une capacité de 7 500 places (4 500 places assisses et 3 000 places debout).

### Calendrier
Le saut d'essai est programmé à 17h45 heure locale (UTC+9). Le concours de saut débute à 19h00 et la course de ski de fond commence à 21h45.
| Date            | Épreuve     | Horaire | Horaire |
| --------------- | ----------- | ------- | ------- |
| 20 février 2018 | Saut à ski  | 19:00   |         |
| 20 février 2018 | Ski de fond | 21:45   |         |

### Format de l'épreuve
L'épreuve commence par un saut sur le grand tremplin d'une taille de 140 mètres (K 125) suivi d’une course de ski de fond de 10 km qui consiste à parcourir quatre boucles de 2,5 km. À la suite du saut, des points sont attribués pour la longueur et le style,. Le départ de la course de ski de fond s'effectue selon la méthode Gundersen (1 point = 4 secondes), le coureur occupant la première place du classement de saut s’élance en premier, et les autres s’élancent ensuite dans l’ordre fixé. Le premier skieur à franchir la ligne d’arrivée remporte l’épreuve.

## Athlètes
Les pays comptant cinq athlètes ne peuvent en aligner que quatre. Par conséquent, ces pays doivent faire un choix. Magnus Krog pour la Norvège, Takehiro Watanabe pour le Japon et Laurent Muhlethaler pour la France ne sont pas alignés. En raison d'une course de fond jugée décevante par l'entraîneur en chef de l'équipe Autrichienne, Christoph Eugen, lors de la compétition sur le tremplin normal, Franz-Josef Rehrl est remplacé par Mario Seidl pour cette course. Malade, Hannu Manninen est remplacé par Leevi Mutru. L'Allemagne choisit de reconduire les quatre mêmes athlètes. À la lutte avec Bjorn Kircheisen, Vinzenz Geiger conserve sa place en raison de meilleures performances lors des entraînements. Enfin, Taylor Fletcher est laissé au repos et il est remplacé par Ben Berend.
Akito Watabe, deuxième sur le petit tremplin, est considéré comme le grand favori,. En effet, le leader de la coupe du monde a réussi de bons entraînements. Les Allemands, Eric Frenzel, Johannes Rydzek et Fabian Riessle, font également partis des favoris,. Les Norvégiens dont Jørgen Graabak, tenant du titre, et Jarl Magnus Riiber dominateur lors des entraînements sont également attendus. Les Autrichiens, en particulier Lukas Klapfer et les Finlandais notamment Eero Hirvonen sont considérés comme des outsiders.

## Récit de l'épreuve
Le concours de saut est dominé par le Japonais Akito Watabe. Malgré des conditions difficiles, le Japonais parfois a sauté à 134 mètres,. Il devance d'une seconde le Norvégien Jarl Magnus Riiber qui a sauté à 139 mètres mais avec des conditions de vents plus favorable. L'Autrichien, Wilhelm Denifl est troisième à 16 secondes du leader. Derrière lui, trois athlètes allemands se suivent à quelques secondes d'intervalle. Eric Frenzel est à 24 secondes, Johannes Rydzek à : 31 secondes et Fabian Riessle à 34 secondes.
Lors de la course de ski de fond, les trois athlètes allemands et le Finlandais Eero Hirvonen rattrapent après 6 kilomètres les trois athlètes qui les précédaient. Dans le dernier tour, les athlètes allemands accélèrent et seul le Norvégien Jarl Magnus Riiber peut les suivre. Dans le sprint final, Johannes Rydzek l'emporte devant Fabian Riessle et Eric Frenzel. Jarl Magnus Riiber échoue, comme lors de la course sur le petit tremplin, à la quatrième place.
L'Allemagne remporte les trois médailles. Il s'agit du premier triplé en combiné nordique depuis 1936.

## Réactions
Les quatre athlètes Norvégiens sont déçus de leurs résultats. Jarl Magnus Riiber qui a échoué à la quatrième place à quelques secondes du podium est triste et déclare avoir l'impression de « décevoir une nation entière. ». Jørgen Graabak, Jan Schmid et Espen Andersen qui espéraient un podium ont eu des difficultés sur le tremplin ce qui les relégués loin avant la course de ski de fond. Malgré une remontée, ils n'ont pas pu prétendre au podium.

## Podium
| Épreuve                            | Or              | Or            | Argent         | Argent | Bronze       | Bronze |
| ---------------------------------- | --------------- | ------------- | -------------- | ------ | ------------ | ------ |
| Grand tremplin résultats détaillés | Johannes Rydzek | 23 min 52 s 5 | Fabian Riessle | + 0.4  | Eric Frenzel | + 0.8  |

## Résultats
Le tableau ci-dessous montre les résultats de la compétition avec le nom des participants, leur pays, leur classement, les temps dans l'épreuve de fond, la longueur de leurs sauts et les points qu'ils ont remporté dans les deux épreuves.
| Rang                                | Nom                 | Nationalité        | Longueur (m) | Points | Retard au départ | Temps à l'arrivée | Rang du ski de fond | Retard final   |
| ----------------------------------- | ------------------- | ------------------ | ------------ | ------ | ---------------- | ----------------- | ------------------- | -------------- |
| Médaille d'or, Jeux olympiques      | Johannes Rydzek     | Allemagne          | 133.5        | 131.2  | 31 s             | 23 min 52 s 5     | 4                   | -              |
| Médaille d'argent, Jeux olympiques  | Fabian Riessle      | Allemagne          | 130.5        | 130.3  | 34 s             | 23 min 52 s 9     | 3                   | + 0 s 4        |
| Médaille de bronze, Jeux olympiques | Eric Frenzel        | Allemagne          | 136.5        | 1329.  | 24 s             | 23 min 53 s 3     | 7                   | + 0 s 8        |
| 4                                   | Jarl Magnus Riiber  | Norvège            | 139,0        | 138,6  | 1 s              | 23 min 55 s 3     | 17                  | + 2 s 8        |
| 5                                   | Akito Watabe        | Japon              | 134.0        | 138.9  | -                | 24 min 05 s 0     | 20                  | + 12 s 5       |
| 6                                   | Eero Hirvonen       | Finlande           | 132.5        | 127.9  | 44 s             | 24 min 14 s 6     | 9                   | + 22 s 1       |
| 7                                   | Vinzenz Geiger      | Allemagne          | 129.0        | 124.0  | 1 min 0 s        | 24 min 42 s 6     | 13                  | + 50 s 1       |
| 8                                   | Wilhelm Denifl      | Autriche           | 137.5        | 135.0  | 16 s             | 24 min 54 s 6     | 34                  | + 1 min 2 s 1  |
| 9                                   | Lukas Klapfer       | Autriche           | 131.0        | 123.0  | 1 min 04 s       | 25 min 15 s 3     | 23                  | + 1 min 22 s 8 |
| 10                                  | Jørgen Graabak      | Norvège            | 119.5        | 110.9  | 1 min 52 s       | 25 min 17 s 3     | 6                   | + 1 min 24 s 8 |
| 11                                  | Jan Schmid          | Norvège            | 119.0        | 107.9  | 2 min 4 s        | 25 min 19 s 7     | 2                   | + 1 min 27 s 2 |
| 12                                  | Hideaki Nagai       | Japon              | 134.0        | 121.0  | 1 min 12 s       | 25 min 20 s 2     | 22                  | + 1 min 27 s 7 |
| 13                                  | Mario Seidl         | Autriche           | 127.0        | 116.5  | 1 min 30 s       | 25 min 21 s 0     | 16                  | + 1 min 28 s 5 |
| 14                                  | Maxime Laheurte     | France             | 128.5        | 122.6  | 1 min 5 s        | 25 min 22 s 8     | 27                  | + 1 min 30 s 3 |
| 15                                  | François Braud      | France             | 121.0        | 112.6  | 1 min 45 s       | 25 min 24 s 6     | 12                  | + 1 min 32 s 1 |
| 16                                  | Go Yamamoto         | Japon              | 127.5        | 124.5  | 58 s             | 25 min 32 s 2     | 32                  | + 1 min 39 s 7 |
| 17                                  | Bryan Fletcher      | États-Unis         | 120.5        | 107.8  | 2 min 4 s        | 25 min 35 s 4     | 10                  | + 1 min 42 s 9 |
| 18                                  | Ilkka Herola        | Finlande           | 119.5        | 103.6  | 2 min 21 s       | 25 min 46 s 2     | 5                   | + 1 min 53 s 7 |
| 19                                  | Tomáš Portyk        | République tchèque | 120.5        | 111.5  | 1 min 50 s       | 25 min 54 s 9     | 19                  | + 2 min 2 s 4  |
| 20                                  | Yoshito Watabe      | Japon              | 121.0        | 110.6  | 1 min 53 s       | 26 min 7 s 9      | 26                  | + 2 min 15 s 4 |
| 21                                  | Bernhard Gruber     | Autriche           | 133.5        | 98.5   | 2 min 42 s       | 26 min 28 s 3     | 14                  | + 2 min 35 s 8 |
| 22                                  | Espen Andersen      | Norvège            | 121.0        | 105.6  | 2 min 13 s       | 26 min 36 s 8     | 31                  | + 2 min 44 s 3 |
| 23                                  | Viktor Pasichnyk    | Ukraine            | 126.0        | 108.2  | 2 min 3 s        | 26 min 39 s 6     | 33                  | + 2 min 47 s 1 |
| 24                                  | Tim Hug             | Suise              | 117.5        | 104.6  | 2 min 17 s       | 26 min 40 s 5     | 30                  | + 2 min 48 s 0 |
| 25                                  | Szczepan Kupczak    | Pologne            | 129.0        | 122.1  | 1 min 7 s        | 26 min 41 s 3     | 42                  | + 2 min 48 s 8 |
| 26                                  | Miroslav Dvořák     | République tchèque | 119.5        | 99.9   | 2 min 36 s       | 26 min 59 s 3     | 29                  | + 3 min 6 s 8  |
| 27                                  | Alessandro Pittin   | Italie             | 109.0        | 82.2   | 3 min 47 s       | 27 min 0 s 9      | 1                   | + 3 min 8 s 4  |
| 28                                  | Kristjan Ilves      | Estonie            | 123.5        | 114.0  | 1 min 40 s       | 27 min 8 s 3      | 40                  | + 3 min 15 s 8 |
| 29                                  | Paweł Słowiok       | Pologne            | 119.5        | 93.2   | 3 min 3 s        | 27 min 16 s 3     | 25                  | + 3 min 23 s 8 |
| 30                                  | Jason Lamy-Chappuis | France             | 118.5        | 94.9   | 2 min 56 s       | 27 min 17 s 5     | 28                  | + 3 min 25 s 0 |
| 31                                  | Leevi Mutru         | Finlande           | 111.0        | 81.9   | 3 min 48 s       | 27 min 18 s 3     | 8                   | + 3 min 25 s 8 |
| 32                                  | Antoine Gérard      | France             | 108.0        | 85.5   | 3 min 34 s       | 27 min 20 s 3     | 14                  | + 3 min 27 s 8 |
| 33                                  | Adam Cieślar        | Pologne            | 119.0        | 89.8   | 3 min 16 s       | 27 min 23 s 4     | 21                  | + 3 min 30 s 9 |
| 34                                  | Raffaele Buzzi      | Italie             | 117.5        | 87.9   | 3 min 24 s       | 27 min 26 s 5     | 18                  | + 3 min 34 s 0 |
| 35                                  | Ernest Yahin        | Russie (OAR)       | 127.5        | 114.1  | 1 min 39 s       | 27 min 35 s 1     | 43                  | + 3 min 42 s 6 |
| 36                                  | Lukas Runggaldier   | Italie             | 110.0        | 77.9   | 4 min 4 s        | 27 min 36 s 7     | 11                  | + 3 min 44 s 2 |
| 37                                  | Ondřej Pažout       | République tchèque | 124.5        | 105.2  | 2 min 15 s       | 27 min 47 s 4     | 41                  | + 3 min 54 s 9 |
| 38                                  | Arttu Mäkiaho       | Finlande           | 108.0        | 81.7   | 3 min 49 s       | 28 min 1 s 3      | 24                  | + 4 min 8 s 8  |
| 39                                  | Ben Berend          | États-Unis         | 124.0        | 105.8  | 2 min 12 s       | 28 min 20 s 7     | 44                  | + 4 min 28 s 2 |
| 40                                  | Ben Loomis          | États-Unis         | 114.5        | 86.1   | 3 min 49 s       | 28 min 31 s 3     | 35                  | + 4 min 38 s 8 |
| 41                                  | Marjan Jelenko      | Slovénie           | 109.0        | 84.4   | 3 min 38 s       | 28 min 35 s 7     | 36                  | + 4 min 43 s 2 |
| 42                                  | Vid Vrhovnik        | Slovénie           | 112.5        | 83.4   | 3 min 42 s       | 28 min 50 s 4     | 37                  | + 4 min 57 s 9 |
| 43                                  | Jasper Good         | États-Unis         | 109.5        | 72.7   | 4 min 25 s       | 29 min 42 s 7     | 39                  | + 5 min 50 s 2 |
| 44                                  | Aaron Kostner       | Italie             | 105.5        | 71.2   | 4 min 31 s       | 29 min 48 s 5     | 38                  | + 5 min 56 s 0 |
| 45                                  | Karl-August Tiirmaa | Estonie            | 116.0        | 89.3   | 3 min 18 s       | 30 min 2 s 0      | 47                  | + 6 min 9 s 5  |
| 46                                  | Lukáš Daněk         | République tchèque | 114.0        | 78.7   | 4 min 1 s        | 30 min 37 s 1     | 46                  | + 6 min 44 s 6 |
| 47                                  | Park Je-un          | Corée du Sud       | 104.5        | 60.4   | 5 min 14 s       | 31 min 28 s 8     | 45                  | + 7 min 36 s 3 |
| —                                   | Wojciech Marusarz   | Pologne            | 114.0        | 82.3   | 3 min 46 s       | DNF               | DNF                 | DNF            |